# Aeropuerto de Rajahmundry
El Aeropuerto de Rajahmundry (IATA: RJA, OACI: VORY) es un aeropuerto que atiende a Rajahmundry, Andhra Pradesh, India. Es ubicado en el pueblo de Madhurapudi, a 18 km al norte de Rajahmundry. El aeropuerto tiene vuelos comerciales a Hyderabad y es usado por la Oil and Natural Gas Corporation (ONGC) y otras agencias del gobierno de la India para sus actividades en la industria petrolera.

## Historia
El aeropuerto fue usado por la Royal Air Force durante la Segunda Guerra Mundial. Entre 1985 y 1994, la aerolínea regional Vayudoot voló a Rajahmundry.
En febrero de 2007, un memorándum de entendimiento fue firmado por la Dirección de Aeropuertos de la India (AAI) y el gobierno de Andhra Pradesh para la modernización del aeropuerto. El proyecto incluyó una nueva terminal con capacidad de 150 pasajeros y una nueva torre de control. En total costó Rs. 38 crore. Se finalizó la modernización en diciembre de 2011, pero el jefe de gobierno no podía venir y inaugurar la nueva terminal hasta mayo de 2012.
La ampliación del aeropuerto no ha sido posible debido a los agricultores que lo rodean. La AAI había pedido al gobierno de Andhra Pradesh que recibiera 857 acres para alargar la pista a 3165 metros. El gobierno ha ofrecido a los agricultores entre Rs. 31 y 46 lakh por acre de su tierra, pero han exigido más de Rs. 2 crore por acre en algunos casos.

## Aerolíneas y destinos
| Aerolíneas | Destinos                      |
| ---------- | ----------------------------- |
| IndiGo     | Bangalore, Chennai, Hyderabad |

## Estadísticas
Ver fuente y consulta Wikidata.